# La Feuillie (Senna Marittima)
La Feuillie è un comune francese di 1 285 abitanti situato nel dipartimento della Senna Marittima nella regione della Normandia.

## Società

### Evoluzione demografica
Abitanti censiti